# Robert Llewellyn Bradshaw
Pour les articles homonymes, voir Bradshaw.
Robert Llewellyn Bradshaw, né le 16 septembre 1916 et mort le 23 mai 1978 à Basseterre, est un homme politique christophien qui occupe le poste de Chief minister puis, de Premier ministre de Saint-Christophe-et-Niévès entre juillet 1966 et le 23 mai 1978, date de sa mort. Il avait notamment souhaité l'indépendance du pays, qui a lieu après sa mort, le 19 septembre 1983.

## Biographie
Bradshaw nait dans un village de la paroisse de Saint-Paul Capisterre, sur l'île Saint-Christophe et est scolarisé à l'école du même village.
Il soutient la cause des travailleurs de sucre et est l'un des fidèles politiques du pays. Il entre en politique en 1946 et obtient un siège au Conseil législatif et plus tard, devient membre du Conseil exécutif. En 1956, il devient ministre du Travail et de la Production. Durant son court séjour à la Fédération des Indes occidentales (de 1958 à 1962, Bradshaw est élu à la Chambre des représentants fédérale et garde son poste de ministre des finances pour la Fédération.
En 1966, alors revenu à Saint-Christophe-et-Niévès, il devient Chief minister et en 1967, le premier Premier Ministre, l'État étant alors associé à la couronne britannique. Durant son mandat, toutes les cultures de sucre sont vendus par le gouvernement. Un mouvement d'opposition est cependant créé, principalement par les familles de propriétaires de ces cultures, qui fondent le parti du Mouvement d'action populaire en 1964, après une frustration sur une démonstration échouée contre une augmentation du prix de l'électricité.
L'opposition est également marquante à Niévès où les habitants se sentent négligés et injustement privés de revenus, d'investissements et de services par rapport à l'île voisine. Bradshaw ignore principalement les demandes de Niévès mais le mécontentement des habitants de cette île envers le parti travailliste prouve l'existence d'un facteur clef dans une éventuelle chute du pouvoir.
En 1977, il part à Londres pour parler de l'indépendance du pays avec le gouvernement britannique.
Il meurt le 23 mai 1978 d'un cancer de la prostate et est suivi par son ancien vice-président, Paul Southwell. Un aéroport est nommé à son nom, en son honneur. De même, en 1997, Bradshaw est désigné premier héros national de Saint-Christophe-et-Niévès est un jour, le National Heroes Day est célébré le jour de son anniversaire.

## Sources
- (en) Cet article est partiellement ou en totalité issu de l’article de Wikipédia en anglais intitulé « Robert Bradshaw (politician) » (voir la liste des auteurs).

1. ↑  (en) « BRADSHAW, Robert », dans Keith A P Sandiford, A black studies primer : heroes and heroines of the African diaspora, Londres, Hansib, 2008 (ISBN 9781906190064), p. 97-98.